# Challenger de Praga-2 2017

El torneo Advantage Cars Prague Open 2017 fue un torneo profesional de tenis. Perteneció al ATP Challenger Series 2017. Se disputó en su 4ª edición sobre superficie tierra batida, en Praga, República Checa entre el 24 al el 30 de julio de 2017.

## Jugadores participantes del cuadro de individuales
| Favorito | País                       | Jugador           | Rank1 | Posición en el torneo |
| -------- | -------------------------- | ----------------- | ----- | --------------------- |
| 1        | Bandera de República Checa | Adam Pavlásek     | 123   | Semifinales           |
| 2        | Bandera de Bielorrusia     | Uladzimir Ignatik | 135   | Primera ronda         |
| 3        | Bandera de Serbia          | Filip Krajinović  | 144   | Baja                  |
| 4        | Bandera de Eslovaquia      | Andrej Martin     | 149   | CAMPEÓN               |
| 5        | Bandera de Eslovaquia      | Jozef Kovalík     | 154   | Primera ronda         |
| 6        | Bandera de República Checa | Lukáš Rosol       | 175   | Primera ronda         |
| 7        | Bandera de Alemania        | Tobias Kamke      | 185   | Cuartos de final      |
| 8        | Bandera de República Checa | Jan Šátral        | 188   | Primera ronda         |
| 9        | Bandera de Portugal        | João Domingues    | 195   | Semifinales           |

- 1 Se ha tomado en cuenta el ranking del 17 de julio de 2017.

### Otros participantes
Los siguientes jugadores recibieron una invitación (wild card), por lo tanto ingresan directamente al cuadro principal (WC):
- Dominik Kellovský
- Vít Kopřiva
- Marek Podlešák
- Robin Staněk

Los siguientes jugadores ingresan al cuadro principal tras disputar el cuadro clasificatorio (Q):
- Maxime Chazal
- Juan Ignacio Galarza
- Lenny Hampel
- Jurij Rodionov

## Campeones

### Individual Masculino
- Andrej Martin derrotó en la final a  Yannick Maden, 7–6(3), 6–3

### Dobles Masculino
- Jan Šátral /  Tristan-Samuel Weissborn derrotaron en la final a  Gero Kretschmer /  Andreas Mies,6–3, 5–7, [10–3]